# Cavalier Youth
Cavalier Youth è il quarto album in studio del gruppo musicale britannico You Me at Six, pubblicato il 26 gennaio 2014 dalla Virgin Records.
Anticipato dal singolo di successo Lived a Lie, l'album è il primo della band a raggiungere il primo posto nella Official Albums Chart. È anche il loro primo disco ad entrare nella Billboard 200 negli Stati Uniti, dopo aver passato due settimane al primo posto della Top Heatseekers.

## Tracce
1. Too Young to Feel This Old – 4:12
2. Lived a Lie – 3:23
3. Fresh Start Fever – 3:36
4. Forgive and Forget – 4:00
5. Room to Breathe – 3:59
6. Win Some, Lose Some – 3:56
7. Cold Night – 4:05
8. Hope for the Best – 2:50
9. Love Me Like You Used To – 3:04
10. Be Who You Are – 1:48
11. Carpe Diem – 3:14
12. Wild Ones – 5:02

Tracce bonus nell'edizione deluxe su iTunes
1. Champagne Wishes – 3:07
2. Lived a Lie (Music Video) – 3:22
3. In The Studio (Documentary Film) – 13:57

## Formazione
- Josh Franceschi – voce
- Chris Miller – chitarra solista
- Max Helyer – chitarra ritmica, voce secondaria
- Matt Barnes – basso, percussioni
- Dan Flint – batteria, percussioni

## Classifiche
| Classifica (2014)          | Posizione massima |
| -------------------------- | ----------------- |
| Australia                  | 14                |
| Irlanda                    | 27                |
| Regno Unito                | 1                 |
| Regno Unito (downloads)    | 1                 |
| Regno Unito (rock & metal) | 1                 |
| Scozia                     | 1                 |
| Stati Uniti                | 124               |
| Stati Uniti (heatseekers)  | 1                 |
| Stati Uniti (independent)  | 24                |
| Stati Uniti (alternative)  | 22                |
| Stati Uniti (rock)         | 35                |
| Svezia                     | 23                |
| Svizzera                   | 75                |